# Wildwasserrennsport-Weltmeisterschaften 1985
1985 fanden die Weltmeisterschaften im Kanu-Wildwasserrennsport bei Garmisch auf der Loisach statt.

## Ergebnisse

### Nationenwertung
| Platz  | Land                   | Gold | Silber | Bronze | Gesamt |
| ------ | ---------------------- | ---- | ------ | ------ | ------ |
| 1      | Frankreich             | 4    | 4      | 2      | 10     |
| 2      | BR Deutschland         | 3    | 2      | 2      | 7      |
| 3      | Italien                | 1    | –      | 2      | 3      |
| 4      | Jugoslawien            | –    | 2      | –      | 2      |
| 5      | Vereinigtes Königreich | –    | –      | 1      | 1      |
|        | Vereinigte Staaten     | –    | –      | 1      | 1      |
| Gesamt | Gesamt                 | 8    | 8      | 8      | 24     |